# Tinpest

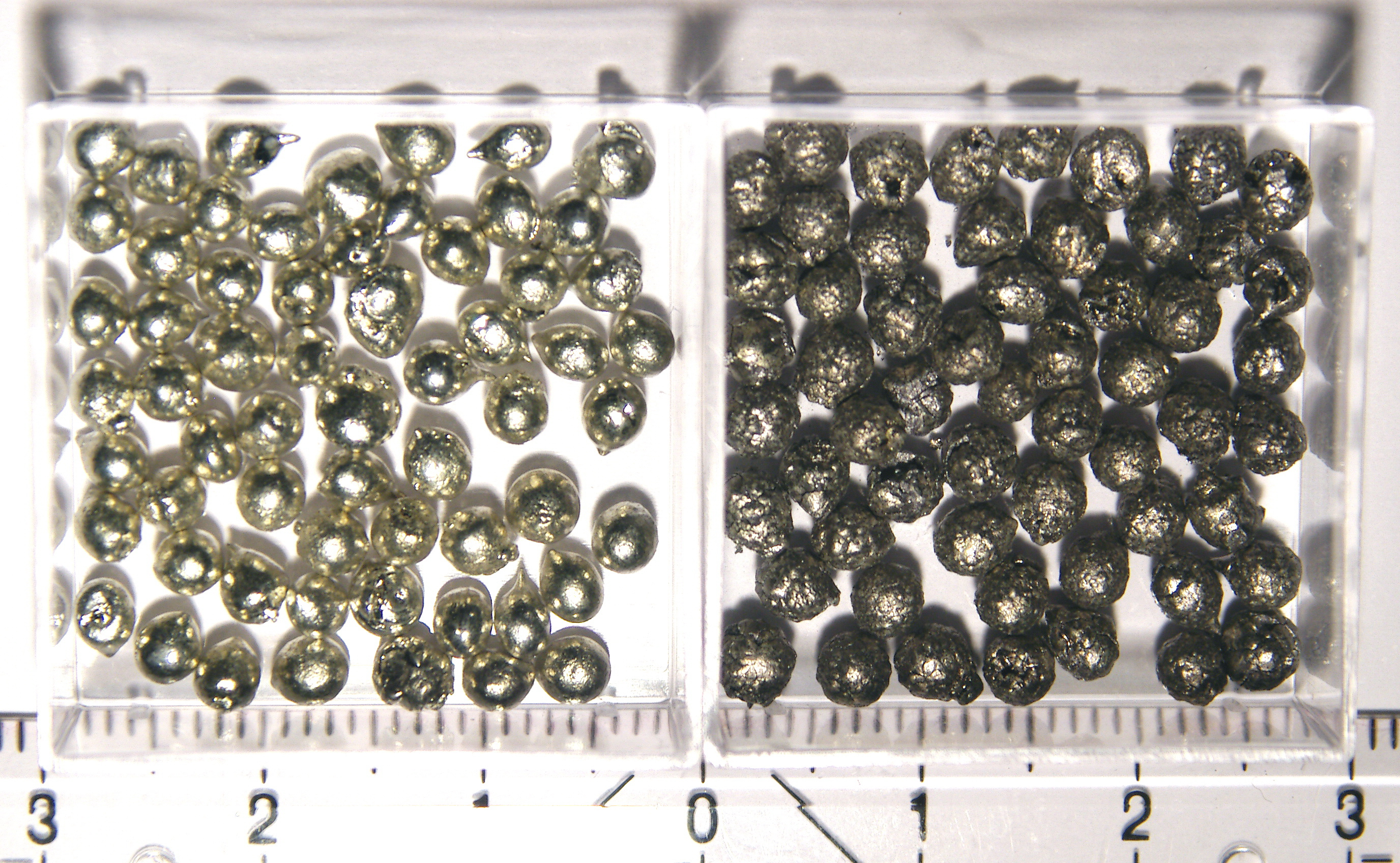
β-tin (links) en α-tin (rechts)

Tinpest is een verandering in de kristalstructuur van tin. Daarbij gaat de zilverwitte metallieke β-fase, die van 16°C tot 181 °C stabiel is, bij temperaturen onder 13,2 °C over in het grijszwarte α-tin. Het is dus geen corrosie; als men het poederige α-tin omsmelt en bij kamertemperatuur laat stollen, keert de zilverwitte tin gewoon terug.

## Ontwikkeling
De faseovergang begint meestal op een beperkt aantal plekken van het tinnen voorwerp en breidt zich langzaam uit. Er ontstaan donkere plekken met blaasjes en oneffenheden.
Bij verdere daling van de temperatuur verloopt het proces sneller, maar bij al te lage temperaturen neemt de groeisnelheid van de nieuwe fase af. De optimale temperatuur voor de overgang ligt rond -48 °C. Bij legeringen van tin met andere metalen kan de overgang zowel bevorderd (legering van tin met Zn of Al) als geremd (tinlegering met Sb of met Bi) worden. Ook een oplossing van tinammoniumchloride ((NH4)2SnCl6) in alcohol bevordert het proces.
Tinpest was in de Middeleeuwen een onbegrepen en gevreesd verschijnsel omdat het orgelpijpen in stof deed uiteenvallen. De oorzaak werd in het begin van de 20e eeuw door Ernst Julius Cohen en C. van Eyk vastgesteld.

## Munten
Bij tinnen munten vertoont de tinpest zich met witte plekken. Het proces kan de munt vernietigen en ook overslaan naar andere tinnen voorwerpen waarmee de munt in contact komt. Dit proces is te voorkomen door de munt in een munthouder te bewaren.

## Loodletter
Loodletter moet om tinpest te voorkomen bij kamertemperatuur worden bewaard. In onverwarmde opslagplaatsen zal in de winter door de rekristallisatie van het tin een wit poeder ontstaan, en wordt de letter uiteindelijk geheel onbruikbaar.